# Synagoga Majera Łaskiego w Łodzi
Synagoga Majera Łaskiego w Łodzi – prywatny dom modlitwy, znajdujący się w Łodzi przy ulicy Pańskiej 40.
Synagoga została zbudowana w 1908 roku z inicjatywy Majera Łaskiego. Mogła ona pomieścić 22 osoby. Podczas II wojny światowej została zdewastowana przez hitlerowców.